# Utgard
 Ovo je glavno značenje pojma Utgard. Za album Enslaveda pogledajte Utgard (album).
Utgard (staronordijski: Útgarðar; doslovno značenje – Izvanjski svijet) u nordijskoj mitologiji predstavlja mjesto na kojem su živjeli jotuni. Utgard se katkad prikazuje kao dvorac u Jotunheimu, ali ga je moguće smatrati i svijetom izvan Midgarda.
U jednoj inačici mitologije pretpostavlja se da je Utgard posljednji od triju svjetova povezanih s Yggdrasilom. Ostala su dva svijeta Asgard (prebivalište bogova) i Midgard (prebivalište ljudi). Asgard se nalazi u najdubljem dijelu; dalje od njega smješten je Midgard, a potom planine i pustoši, vodene površine i jezera te na koncu Arktički ocean, u čijem se hladnom i mračnom dijelu nalazi Utgard. Ondje žive snažna bića kao što su jotuni i ostale vrste nastale za davnih vremena koje ugrožavaju red u kozmosu. Jotuni su opasni za Ase, premda sami po sebi nisu zla bića; opasni su na temelju toga što napuštanjem svojih granica narušavaju ravnotežu moći. Putovanje u Utgard bilo je podjednako pogibeljno Asima kao što je jotunima bilo putovanje u Asgard.
Snorri Sturluson ispričao je jednu od pustolovina Thora i Lokija u Gylfaginningu, tijekom koje su posjetili Utgarda-Lokija u dvorcu Utgardu. Ponekad je postojao prividni mir između različitih sila i tada su se jotuni i Asi mogli okupljati kako bi pili.